# Cratere Domnika
Domnika  è un cratere sulla superficie di Venere.